# Кольмберг
Кольмберг (нім. Colmberg) — громада в Німеччині, розташована в землі Баварія. Підпорядковується адміністративному округу Середня Франконія. Входить до складу району Ансбах.
Площа — 38,35 км2. Населення становить 2117 ос. (станом на 31 грудня 2020).